# Pseudogeraeus
Pseudogeraeus är ett släkte av skalbaggar. Pseudogeraeus ingår i familjen vivlar.
Kladogram enligt Catalogue of Life:
| Pseudogeraeus | \| \| Pseudogeraeus championi \| \| \| \| \| \| Pseudogeraeus macropterus \| \| \| \| |
|               | \| \| Pseudogeraeus championi \| \| \| \| \| \| Pseudogeraeus macropterus \| \| \| \| |
|               | Pseudogeraeus championi                                                               |
|               |                                                                                       |
|               | Pseudogeraeus macropterus                                                             |
|               |                                                                                       |